# Kutep
Die Sprache Kuteb (auch Kutep genannt) ist eine jukunoide Sprache von Nigeria, mit mehreren zehntausend Sprechern entlang der Grenze zum Kamerun.
Die Sprecher der Sprache Kutep sind das Volk der Kutep. Insgesamt hatte die Sprache im Jahr 2000 noch 44.600 Sprecher in Nigeria und 1.400 Sprecher im Kamerun.